# Murów
Murów est une localité polonaise de la voïvodie et le powiat d'Opole. Elle est le siège de la gmina qui porte son nom.